# Bargyushat
Bargyushat (ryska: Баргюшад) är en ort i Azerbajdzjan.   Den ligger i distriktet Ujar Rayonu, i den centrala delen av landet, 170 kilometer väster om huvudstaden Baku. Antalet invånare är 5 803.
Terrängen runt Bargyushat är mycket platt. Bargyushat är det största samhället i trakten.
Trakten runt Bargyushat består till största delen av jordbruksmark. Runt Bargyushat är det ganska tätbefolkat, med 80 invånare per kvadratkilometer.